# Bonifay
Bonifay er en amerikansk by og administrativt centrum for det amerikanske county Holmes County i staten Florida. Byen har et indbyggertal på 2.759 (2020).